# فرودگاه ممالوس
فرودگاه ممالوس (به انگلیسی: Memaloose Airport) یک فرودگاه همگانی است که یک باند فرود خاک دارد و طول باند آن ۱۰۰۶ متر است. این فرودگاه در کشور ایالات متحده آمریکا قرار دارد و در ارتفاع ۲۰۴۴ متری از سطح دریا واقع شده‌است.